# Istituto ucraino della memoria nazionale

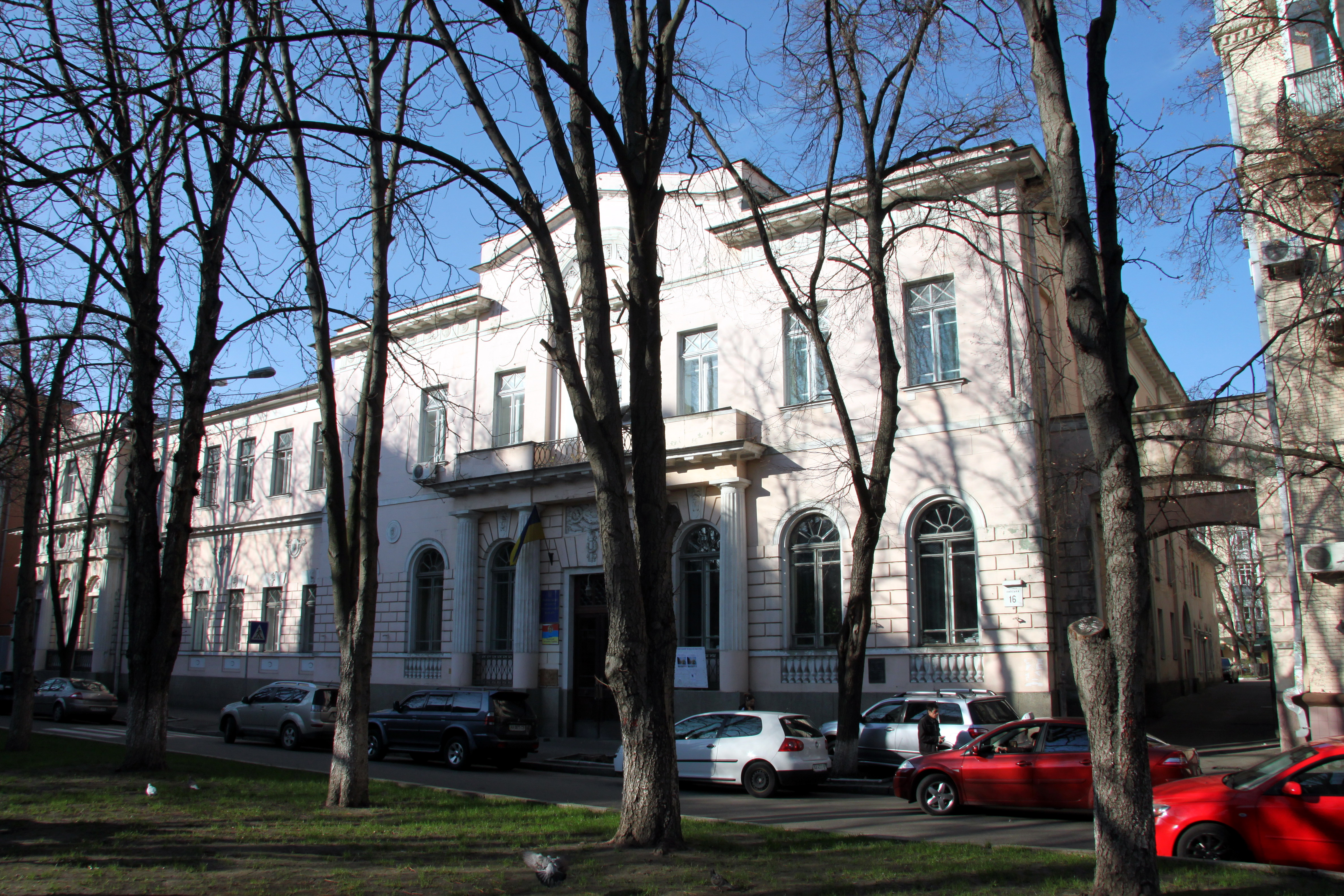
Sede centrale in via Lypska 16, Kiev

L'Istituto ucraino della memoria nazionale (in ucraino Український інститут національної пам'яті?, Ukraïns'kyj instytut nacional'noï pam"jati; IUMN) è l'organo esecutivo centrale che opera sotto il Gabinetto dei Ministri dell'Ucraina.

## Storia
Istituito il 31 maggio 2006 come organo speciale per il "ripristino e la conservazione della memoria nazionale del popolo ucraino". Dal 2006 al 2010 è stato un istituto di governo centrale a statuto speciale, mentre dal 2010 al 2014 un istituto di bilancio della ricerca.
Il 9 dicembre 2010, l'IUMN è stata interrotto con un decreto emesso da Viktor Janukovyč e lo stesso giorno il Gabinetto dei ministri dell'Ucraina ha invece creato l'Istituto ucraino di memoria nazionale come istituto di ricerca, all'interno del bilancio del Gabinetto dei ministri dell'Ucraina.
Secondo lo storico Georgiy Kasianov, l'IUMN dal 2015 è sotto il controllo delle forze nazionaliste ucraine, in particolare del Centro di Ricerca del Movimento di Liberazione. Queste forze, che non erano popolari in Ucraina e che non avevano mai avuto successo nelle elezioni nazionali, hanno improvvisamente ricevuto uno strumento significativo per influenzare l'istruzione e la politica ucraina.

## Direttori
- Ihor Yukhnovskyi, dal 22 maggio 2006 al 18 luglio 2010.[2]
- Valeriy Soldatenko, dal 19 luglio 2010 al 24 marzo 2014.
- Volodymyr V"jatrovyč, dal 25 marzo 2014 al 3 dicembre 2019.[3]
- Anton Drobovyč, dal 4 dicembre 2019 al 13 dicembre 2024.[4][5]
- Yulia Hnatiuk, dal 13 dicembre 2024 al 27 giugno 2025.
- Oleksandr Alf'orov dal 27 giugno 2025.[6]

## Decomunistizzazione dell'Ucraina
Nel maggio 2015, il presidente Petro Porošenko ha firmato quattro leggi sulla decomunistizzazione in Ucraina. Il direttore dell'istituto Volodymyr V"jatrovyč è stato coinvolto nella stesura di due di queste leggi. Le condanne penali imposte da questi atti e la loro formulazione sono state oggetto di critiche all'interno del paese e all'estero. La legge "Sull'accesso agli archivi degli organi repressivi del regime totalitario comunista dal 1917 al 1991" ha posto gli archivi di Stato sulla repressione durante il periodo sovietico sotto la giurisdizione dell'Istituto ucraino per la memoria nazionale.